# Fremont megye (Iowa)
Fremont megye az Amerikai Egyesült Államokban, azon belül Iowa államban található. Lakosainak száma 6605 fő (2020. április 1.). Fremont megye Mills, Atchison, Page, Montgomery, Cass és Otoe megyékkel határos.

## Népesség
A megye népessége az elmúlt években az alábbi módon változott:
| Lakosok száma | 7421 | 7361 | 7142 | 7080 | 6906 | 6605 |
|               | 2010 | 2011 | 2012 | 2013 | 2015 | 2020 |